# Ta-Seti

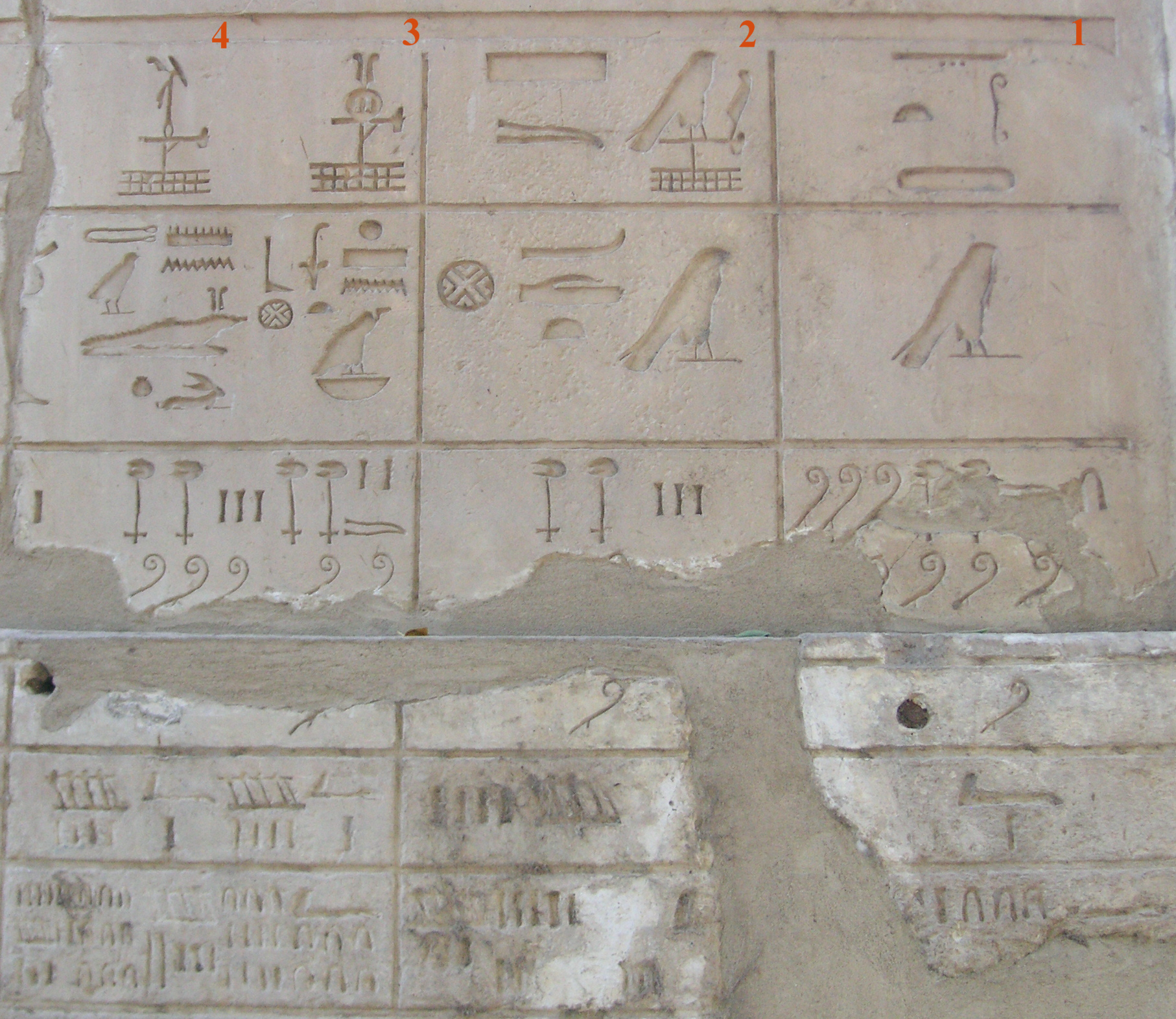
Ta-Seti, län 1 på "Vita kapellets" vägg i Karnak.

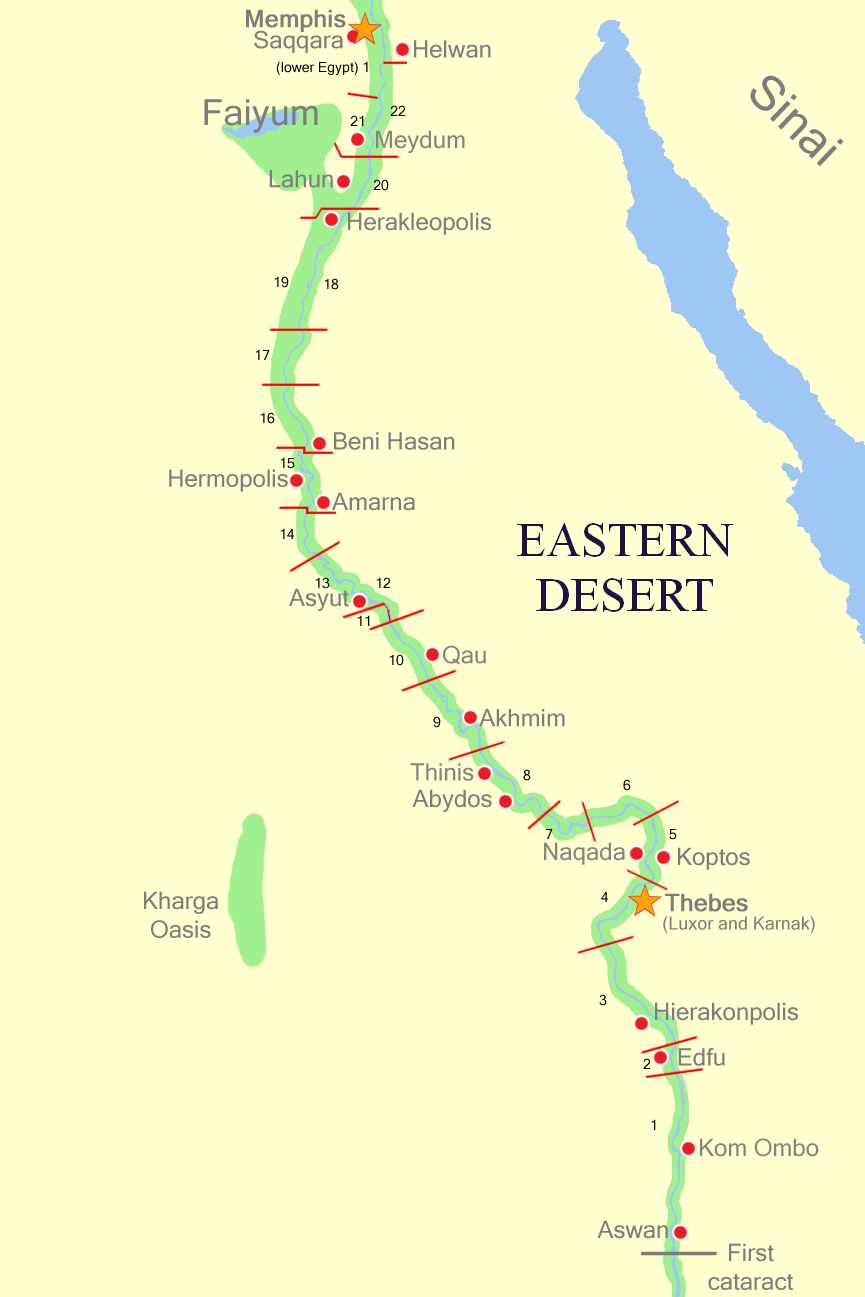
Lägeskarta över nomoi i Övre Egypten.

Ta-Seti (Bågens land, även Ta Khentit, Gränslandet) var ett av de 42 nomoi (länen) i Forntida Egypten. Ta-Seti var det sydligaste länet och utgjorde gränsområdet mot Nubien.
| N16 · T9A · R12 · N24 |

Ta-Seti med hieroglyfer.

## Geografi
Ta-Seti var ett av de 22 nomoi i Övre Egypten och hade nummer 1.
Länets yta var cirka 2 cha-ta (cirka 5,5 hektar, 1 cha-ta motsvarar 2,75 ha) med en längd om cirka 10,5 iteru (cirka 112 km, 1 iteru motsvarar 10,5 km).
Niwt (huvudorten) var Abu/Elephantine (dagens Elefantine) och övriga större orter var P'aaleq/Philae (dagens File), Swentet/Syene (dagens Assuan) och Pa-Sebek/Ombo (dagens Kom Ombo).

## Historia
Varje län styrdes av en nomark som officiellt lydde direkt under faraon.
Varje Niwt hade ett Het net (tempel) tillägnad områdets skyddsgud och ett Heqa het (nomarkens residens).
Länets skyddsgud var Horus och bland övriga gudar dyrkades Anuket, Khnum och Satis.
På Elefantine finns två av de äldsta bevarade nilometrarna.
Idag ingår området i guvernementet Assuan.